# Chris Cunningham
Chris Cunningham (Reading, 15 de outubro de 1970) é um videoartista britânico. Cunningham tem dirigido principalmente vídeos de música ambiente e música eletrônica como Autechre e Aphex Twin. Ele também criou instalações de arte e dirigiu curta-metragens. Na década de 2000, Cunningham começou a fazer o trabalho na montagem de videoclipes. Ele também projetou a capa de álbuns para uma vários artistas.

## Biografia
Chris Cunningham nasceu em Reading, Reino Unido e é casado com a baixista do Warpaint Jenny Lee Lindberg. Desde jovem ele teve interesse em desenhos e esculturas das quais ele fotografava. Sua carreira artística iniciou na revista em quadrinhos 2000AD sobre o pseudônimo de Chris Halls. Posteriormente, trabalhou nos efeitos especiais de filmes como Alien 3, Alien: A Ressurreição e Juiz Dredd. Esteve envolvido no projeto do filme A.I. - Inteligência Artificial quando Stanley Kubrick estava comprometido com o mesmo.
Ele estreou na montagem de videoclipes em 1995 pela de Warp Records, com a conclusão do vídeo promocional da música Second Bad Vibel da banda Autechre e continuou seu trabalho com artistas como Squarepusher, Björk, Madonna, Portishead e, especialmente, Aphex Twin, entre outros.
Ele fez comerciais de TV para marcas internacionais, como a Nissan e a Sony. Entre outros trabalhos incluem a de videoinstalações como Flex (apresentado por ocasião na exposição Apocalypse na Academia Real Inglesa em 2000) e os curta-metragens Monkey Drummer e Rubber Johnny, todos com música de Aphex Twin. A partir destas obras Cunningham cria o seu estilo próprio, caracterizado pela sua imaginação distorcida, sua obsessão por anatomias desfiguradas e mórbidas, suas sincronizações exatas e seu senso de humor único.

## Videografia
- "Second Bad Vilbel" (1996) videoclipe do Autechre
- "Back With The Killer Again" (1996) videoclipe do The Auteurs
- "Light Aircraft on Fire" (1996) videoclipe do The Auteurs
- "Fighting Fit" (1996) videoclipe do Gene
- "Another Day" (1996) videoclipe do Lodestar
- "Space Junkie" (1996) videoclipe do Holy Barbarians
- "36 Degrees" (1996) videoclipe do Placebo
- "Personally" (1997) videoclipe do 12 Rounds
- "Jesus Coming in for the Kill" (1997) videoclipe do Life's Addiction
- "The Next Big Thing" (1997) videoclipe do Jesus Jones
- "Tranquillizer" (1997) videoclipe do Geneva
- "No More Talk" (1997) videoclipe do Dubstar
- "Something to Say" (1997) videoclipe do Jocasta
- "Come to Daddy" (1997) videoclipe do Aphex Twin
- "Sport is Free" (1997) – comercial da ITV
- "Fetish" (1998) – comercial da NUS
- "Clip Clop" (1998) comercial da XFM London
- "Only You" (1998) videoclipe da Portishead
- "Frozen" (1998) videoclipe da Madonna
- "Come On My Selector" (1998) Featuring Squarepusher
- "Engine" (1999) comercial da Nissan. Com a música do Boards of Canada
- "All Is Full of Love" (1999) videoclipe da Björk
- "Windowlicker" (1999) videoclipe do Aphex Twin
- "Afrika Shox" (1999) videoclipe do Leftfield e Afrika Bambaataa
- "Mental Wealth" (1999) comercial da Sony PlayStation
- "Photocopier" (não foi lançado) comercial da Levi's
- "Flex" (2000) videoinstalação. Com a música do Aphex Twin
- "Monkey Drummer" (2001) videoinstalação. Com a música "Mt Saint Michel + Saint Michaels mount" do álbum Drukqs do Aphex Twin
- "Up and Down" (2002) – comercial da Levi's
- "Photo Messaging" (2003) comercial da Orange
- "Rubber Johnny" (2005) com a música "Afx237 V7" do álbum Drukqs do Aphex Twin
- "Sheena Is a Parasite" (2006) videoclipe do The Horrors
- "Gucci Flora" (2009) comercial de perfume da Gucci
- "New York Is Killing Me (Chris Cunningham Remix)" (2010) videoclipe do Gil Scott-Heron
- "Jaqapparatus 1" (2012) instalação artística robótica desempenhado para a Audi em Londres
- "Love Is To Die" documentário de multimídia para o lançamento do álbum do Warpaint (2014)